# Ranger (Yacht)
Ranger ist der Name einer Segelyacht, die 1937 von Bath Iron Works in Bath (Maine) nach den Regeln der J-Klasse für den America’s Cup gebaut wurde. Ihre Segelnummer war J 5 oder auch J-US5. Auftraggeber und Skipper war Harold S. Vanderbilt. Sie war die größte jemals gebaute J-Klasse-Yacht und wurde daher auch Super J genannt.

## Konstruktion
Die Ranger wurde nur zu einem einzigen Zweck gebaut: Die Verteidigung des America’s Cups bei der 16. Auflage im Jahr 1937 für die Vereinigten Staaten. Harold S. Vanderbilt hat den America’s Cup zunächst 1930 mit der Enterprise erfolgreich verteidigt. 1934 trat er dann mit der Rainbow gegen den Herausforderer Thomas Sopwith mit der von Camper & Nicholsons gebauten Endeavour an. Thomas Sopwith ließ sich von der gleichen Werft die Endeavour II bauen, die nochmals größer als alle bisher dahin gebauten J-Klasse-Yachten war. Der Name stammte von der Fregatte USS Ranger unter dem Kommando von John Paul Jones.
Vanderbilt beauftragte Starling Burgess, der schon die siegreichen Yachten seiner ersten beiden Cup-Verteidigungen entworfen hatte und diesmal zusätzlich den Konstrukteur Olin Stephens. Es wurde ein bis dahin nie dagewesener Aufwand getrieben: Stephens besaß das Stephens Institute of Technology in Hoboken (New Jersey) mit der Möglichkeit, dort Versuche im Schlepptank und im Windkanal durchzuführen. Beide Konstrukteure sollten einen eigenen Entwurf entwickeln, dessen Modell anschließend im Schlepptank getestet wurde. Tatsächlich wurden von beiden jeweils drei Modelle gebaut und im Schlepptank verglichen und es gab mindestens noch einen weiteren, siebten Linienriss.
Moderne Computerberechnungen haben gezeigt, dass das schlechteste Modell auf eine Seemeile lediglich drei Sekunden langsamer als das schnellste war, das bei den Schlepptankversuchen 1936 auch richtigerweise ausgewählt wurde.
Dieses Modell trug die Bezeichnung 77C-20 und stammte von Burgess wurde aber später von beiden gemeinsam weiterentwickelt. Im August 1936 stand die Rumpfform dann endgültig fest.

## Bau

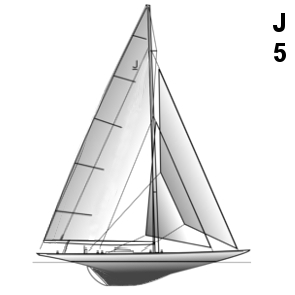
Segelriss Ranger J5

Die Ranger wurde im Dezember 1936 auf Kiel gelegt. Die Hülle des Rumpfs wurde nicht wie sonst üblich mit Mahagoni-Planken, sondern aus bündig genieteten Stahlplatten gebaut. Um Gewicht zu sparen, wurde das Deck nicht wie üblich aus Teak auf Stahl oder Aluminium, sondern aus Zedernholz gebaut. Die Segel lieferte die Segelmacherei „Ratsey & Lapthorn“ aus City Island (Bronx), in New York.
Der Mast bestand aus genieteten Duralumin-Platten, die je nach erwarteter Punktbelastung 20 unterschiedliche Stärken hatten. Die Wanten bestanden aus wärmebehandeltem Rod. Das Schiff wurde am 11. Mai 1937 fertiggestellt. Vanderbilt wurden nur die Materialkosten in Höhe von 500.000 US-Dollar berechnet, die er aus der eigenen Tasche bezahlte.
Gleich bei der Überführungsfahrt von Cape Cod lockerten sich die oberen Wanten und der Mast brach. Das Schiff musste zur Herreshoff-Werft nach Bristol geschleppt werden. Dort wurde in 21 Tagen aus Teilen der Rainbow und der Enterprise ein neues Rigg gebaut.

## 16. America’s Cup
Vanderbilt beschrieb die Yacht als etwas langsamer beim Wenden und Beschleunigen aber überlegen beim Erhalten der Geschwindigkeit und am Wind perfekt balanciert. Vanderbilt trat beim 16. America’s Cup 1937 wie immer für den New York Yacht Club an. Er deklassierte Sopwith und seine Endeavour II klar mit 4:0. Im gleichen Jahr segelte Vanderbilt insgesamt 37 Rennen und gewann davon 35.

## Verschrottung
Ende 1937 wurde die Ranger außer Betrieb genommen und nie mehr wieder gesegelt. Das Schiff wurde 1941 verschrottet und das Material wurde für den Krieg verwendet. Der Schrottwert betrug 12.000 US-Dollar. Von der Yacht blieb nur der Spiegel erhalten.

## Replika

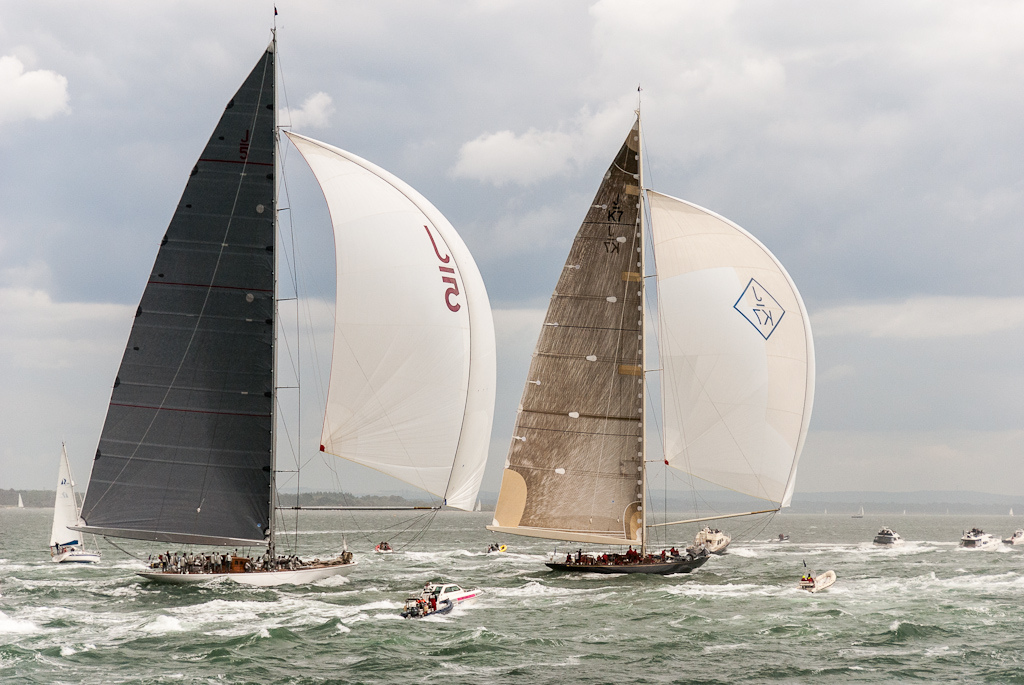
Ranger (J5) und Velsheda (JK7) im Solent, 2012

Die Ranger wurde 2004 von der Danish-Yachts-Werft in Skagen originalgetreu nachgebaut. Danish Yachts ist ein Konsortium aus mehreren dänischen Werften, die Yachtbau mit Verbundwerkstoffen, Stahl oder Aluminium anbieten.
Die Ranger wurde nach den Vorschriften der Klassifikationsgesellschaft Lloyd’s Register of Shipping, den MCA-Sicherheitsvorschriften und den Regeln der „J-Class Association“ gebaut. Die Ranger nimmt regelmäßig an Klassiker- und J-Klasse-Regatten mit Shamrock V, Velsheda und Endeavour teil.
Eine bemerkenswerte Regel der „J-Class Association“ fordert für Nachbauten von J-Klasse-Yachten, dass diese nach Original-Entwürfen aus den 1930er-Jahren gebaut werden. Sechs Pläne der Ranger sind heute im Besitz von Sparkman & Stephens. Nach einem dieser Pläne mit der Bezeichnung 77F wurde eine Yacht von Hoek Design in den Niederlanden gebaut. Die Fertigstellung erfolgte 2010 und die Yacht erhielt den Namen Lionheart sowie die Segelnummer J-H1. Im Jahr 2012 trafen die Ranger und die Lionheart sowie weitere J-Class Yachten in einen Rennen im Rahmen der Cowes Week aufeinander, welches die Lionheart gewann.